# Venecia, Cundinamarca
Venecia là một khu tự quản thuộc tỉnh Cundinamarca, Colombia. Thủ phủ của khu tự quản Venecia đóng tại Ospina Perez Khu tự quản Venecia có diện tích ki lô mét vuông. Đến thời điểm ngày 28 tháng 5 năm 2005, khu tự quản Venecia có dân số 4809 người.